# Euplana gracilis
Euplana gracilis är en plattmaskart. Euplana gracilis ingår i släktet Euplana och familjen Leptoplanidae. Inga underarter finns listade i Catalogue of Life.